# Det Tyske Forbundsarkiv
Det Tyske Forbundsarkiv (tysk: Deutsches Bundesarchiv, forkortet BArch) er Tysklands nationalarkiv, der blev etableret i Koblenz i 1952.
Arkivet har foruden Koblenz bygninger flere steder i landet , blandt andet Sankt Augustin-Hangelar, Berlin og Freiburg.
Blandt dets samlinger er amatørfotografen Manfred Beier's samling på 60.000 foto taget gennem adskillige tiår.
Arkivet beskæftiger 800 medarbejdere og har et budget på cirka 400 millioner kroner.